# Darul (Star Trek: Voyager)
„Darul” (titlu original: „The Gift”) este al 2-lea episod din al patrulea sezon al serialului TV american științifico-fantastic Star Trek: Voyager și al 70-lea în total. A avut premiera la 10 septembrie 1997 pe canalul UPN. Este regizat de Anson Williams după un scenariu de Joe Menosky. Este ultima apariție a lui Kes înainte de episodul „Furie”.

## Prezentare
Abilitățile mentale ale lui Kes se dezvoltă până când încep să pună în pericol siguranța navei USS Voyager.

## Actori ocazionali
- Jennifer Lien - Kes